# Sergio Saleri
Sergio Saleri (Lumezzane, 14 agosto 1929 – 6 luglio 2019) è stato un dirigente sportivo italiano, già calciatore di ruolo attaccante.

## Calciatore
Nella stagione 1950-1951 ha giocato nel Lumezzane Calcio, formando la coppia d'attacco con Tullio Saleri (41 gol) e contribuendo con i suoi 17 gol alla vittoria del campionato lombardo di Seconda Divisione, con conseguente promozione nel campionato regionale di Prima Divisione: si è trattato della prima promozione nella storia della società rossoblù.

## Industriale
È figlio di Italo Saleri, che nel 1942 fondò un'azienda di produzione di componenti per motocicli, boccole di bronzo, morsetti e batterie.
Nel 1952 Italo iniziò la collaborazione con fabbricanti di automobili, per la produzione di componenti del motore. L'azienda assunse la denominazione di Saleri Italo & C. ed ai figli Francesco e Sergio venne affidata la direzione dell'azienda. Negli anni 80 iniziò la collaborazione con produttori di automobili nel settore OEM/OES.

## Dirigente sportivo
Sergio Saleri è stato presidente del Brescia dal 1976 al 1981. Nel corso della sua presidenza la squadra conquistò la promozione in Serie A nella stagione calcistica 1979-1980, con Luigi Simoni in panchina; nella stagione 2010-2011 suo figlio Luca è stato vicepresidente del Brescia.
In seguito è stato anche nominato presidente onorario del Lumezzane.